# Obština Isperich
Obština Isperich (bulharsky Община Исперих) je bulharská jednotka územní samosprávy v Razgradské oblasti. Leží ve středním Bulharsku, ve vysočinách Dolnodunajské nížiny. Sídlem obštiny je město Isperich, kromě něj zahrnuje obština 23 vesnic. Žije zde přes 20 tisíc stálých obyvatel.

## Sídla
| - Bărdokva - Belinci - Delčevo - Dragomăž - Duchovec - Goljam Porovec - Isperich (sídlo správy) - Jakim Gruevo | - Jonkovo - Kăpinovci - Kitančevo - Konevo - Lăvino - Ludogorci - Malăk Porovec - Malko Jonkovo | - Pečenica - Podajva - Rajnino - Sredoselci - Staro Selište - Sveštari - Todorovo - Vazovo |

## Sousední obštiny
| Růžice kompasu | Zavet            | Glavinica | Dulovo    | Růžice kompasu |
| Růžice kompasu | Sever            |           |           | Růžice kompasu |
| Růžice kompasu | Obština Isperich |           |           | Růžice kompasu |
| Růžice kompasu | Jih              |           |           | Růžice kompasu |
| Růžice kompasu | Razgrad          | Samuil    | Kaolinovo | Růžice kompasu |

## Obyvatelstvo
V obštině žije 20 286 stálých obyvatel a včetně přechodně hlášených obyvatel 34 242. Podle sčítáni 1. února 2011 bylo národnostní složení následující:
- Turci: 13 180 (63.0 %)
- Bulhaři: 5 680 (27.2 %)
- Romové: 1 875 (9.0 %)
- ostatní: 179 (0.9 %)